# Iwona Janicka
Iwona Janicka (ur. 30 sierpnia 1978 w Poznaniu) – polska działaczka obywatelska i samorządowa, animatorka lokalna i polityczka. Członkini zarządu Ogólnopolskiej Federacji Organizacji Pozarządowych (2017-2022), dyrektorka i prezes zarządu Fundacji Aktywności Lokalnej (2015-2022). Kandydatka do Sejmu RP w 2015 r. z list Nowoczesnej RP, radna miasta Puszczykowa IV i V kadencji.

## Życiorys
Ukończyła studia magisterskie ekonomiczne na Akademii Ekonomicznej w Poznaniu (2003), kształciła się również na studiach podyplomowych z zakresu samorządu terytorialnego i polityki lokalnej na Uniwersytecie Warszawskim. Ukończyła XII edycję Szkoły Liderów prof. Z.A. Pełczyńskiego w Warszawie w 2004 r. Pracowała jako dyrektor ośrodka regionalnego w Poznaniu Fundacji Rozwoju Demokracji Lokalnej (2004-2008). Zastępca burmistrz Miasta Puszczykowa w 2008 r., wcześniej pełniła funkcję radnej Miasta Puszczykowa IV i V kadencji. Od 2008 r. zaangażowana w prowadzenie Fundacji Aktywności Lokalnej, którą założyła wspólnie z mężem Jackiem Janickim. Koordynatorka regionalna ogólnopolskiej akcji społecznej Masz Głos organizowanej od 2002 r. przez Fundację im. St.Batorego.
W 2024 roku w wyborach samorządowych do Sejmiku Województwa Wielkopolskiego startowała z list KWW Koalicji Obywatelskiej z 6 miejsca zdobywając 6921 głosów i uzyskując 4 wynik, który jednak nie zagwarantował mandatu radnej. Wcześniej w wyborach parlamentarnych w 2015 r. kandydowała do Sejmu RP w okręgu poznańskim z trzeciego miejsca na liście partii Nowoczesna otrzymując 3874 głosów.
Pełnione funkcje w gremiach publicznych i ciałach dialogu obywatelskiego, m.in.:
- Rada Działalności Pożytku Publicznego[10] – członkini kadencji 2024-2027, przedstawicielka Stowarzyszenia Kongres Kobiet
- Wielkopolska Rada Działalności Pożytku Publicznego – Przewodnicząca (2024-), Wiceprzewodnicząca I kadencji (2011-2013)[11]
- Komitet Monitorujący Krajowy Plan Odbudowy[12] – członkini, przedstawicielka organizacji pozarządowych
- Komitet Monitorujący Program Fundusze Europejskie dla Rozwoju Społecznego na lata 2021-2027[13], Przewodnicząca Grupy Roboczej ds. Społeczeństwa Obywatelskiego - reprezentantka Stowarzyszenia Kongres Kobiet, wcześniej przedstawicielka Ogólnopolskiej Federacji Organizacji Pozarządowych,
- Komitet Monitorujący Program Fundusze Europejskie dla Wielkopolski na lata 2021-2027[14], Przewodnicząca Grupy Roboczej ds. Społeczeństwa Obywatelskiego, przedstawicielka organizacji pozarządowych
- Komitet Monitorujący Program Operacyjny Pomoc Techniczna 2014-2020[15], Ministerstwo Inwestycji i Rozwoju – członkini, przedstawicielka Ogólnopolskiej Federacji Organizacji Pozarządowych
- Komitet Monitorujący Wielkopolski Regionalny Program Operacyjny 2014-2020[16], Urząd Marszałkowski Województwa Wielkopolskiego – członkini (przedstawicielka organizacji pozarządowych), koordynatorka grupy roboczej ds. społeczeństwa obywatelskiego
- Wojewódzka Rada Rynku Pracy (kadencja 2019-2023), woj. wielkopolskie - członkini[17]
- Rada Działalności Pożytku Publicznego Powiatu Poznańskiego – członkini I kadencji (2015-2019), członkini II kadencji (od 2019 r.)[18]
- Poznańska Miejska Rada Pożytku Publicznego – Przewodnicząca I kadencji (2005-2006), członkini II kadencji (2006-2008)[19][20][21][22]

Nagrody i wyróżnienia, m.in.:
- Dyplom z rąk Pary Prezydenckiej Anny i Bronisława Komorowskich dla Fundacji Aktywności Lokalnej w podziękowaniu dla Pracodawców za włączenie się w tworzenie „Dobrego klimatu dla rodziny”[23] (2015)
- Nominacja do Nagrody im. Heleny Radlińskiej dla Animatorów Społecznych[24], konkursu organizowanego przez Stowarzyszenie Centrum Wspierania Aktywności Lokalnej CAL i Krajowy Ośrodek Europejskiego Funduszu Społecznego (2011)
- Laureatka podwójnej Nagrody Minister Rozwoju Regionalnego Elżbiety Bieńkowskiej  Eurolider 2010[25] w głosowaniu publiczności i kapituły konkursu.
- Wyróżniona przez Rektora Akademii Ekonomicznej w Poznaniu i Dziekana Wydziału Ekonomii Akademii Ekonomicznej w Poznaniu za aktywną działalność studencką w trakcie całego toku studiów na rzecz uczelni i studentów. Inicjatorka w 2000 r. przyznawania przez samorząd studencki nagród i statuetki pn. Victoria[26] dla osób i instytucji, które wyróżniają się działalnością i zaangażowaniem. Wyróżniona tą statuetką w 2003 r. przez Parlament Studencki Uniwersytetu Ekonomicznego w Poznaniu.
- Wyróżnienie Zarządu Województwa Wielkopolskiego za działalność społeczną na rzecz regionu[27] (2011)
- Laureatka konkursu „Obywatelka poszukiwana”, tj. wybór 100 najbardziej aktywnych Wielkopolanek; organizator: Fundacja Obywatelki.pl (2010)